# Episimus argutana
Episimus argutana is een vlinder uit de familie van de bladrollers (Tortricidae). De wetenschappelijke naam van de soort is voor het eerst gepubliceerd in 1860 door James Brackenridge Clemens.
De soort komt voor in de Verenigde Staten.